# São José dos Pinhais
São José dos Pinhais est une ville brésilienne de l'État du Paraná. Située dans l'ouest de l'État, la ville compte environ 280 000 habitants et fait partie de la région métropolitaine de Curitiba.
Avec une superficie de 932 km2, la ville est limitée, au nord par les villes de Curitiba, Pinhais et Piraquara, à l'est par Morretes et Guaratuba, au sud par Mandirituba et Tijucas do Sul, et à l'ouest par Fazenda Rio Grande. Son altitude moyenne est de 906 m.
L'usine Renault de Curitiba, ou « complexe Ayrton Senna », a été mise en service en 1998 à São José dos Pinhais.

## Maires
| Période | Période | Identité                      | Étiquette | Qualité |
| ------- | ------- | ----------------------------- | --------- | ------- |
| 1993    | 1996    | João Batista Ferreira da Cruz | PSDC      |         |
| 1997    | 2004    | Luiz Carlos Setim             | PFL       |         |
| 2005    | 2008    | Leopoldo Meyer                | PSB       |         |
| 2009    | 2012    | Ivan Rodrigues                | PTB       |         |